# Petrissa (Brandenburg)

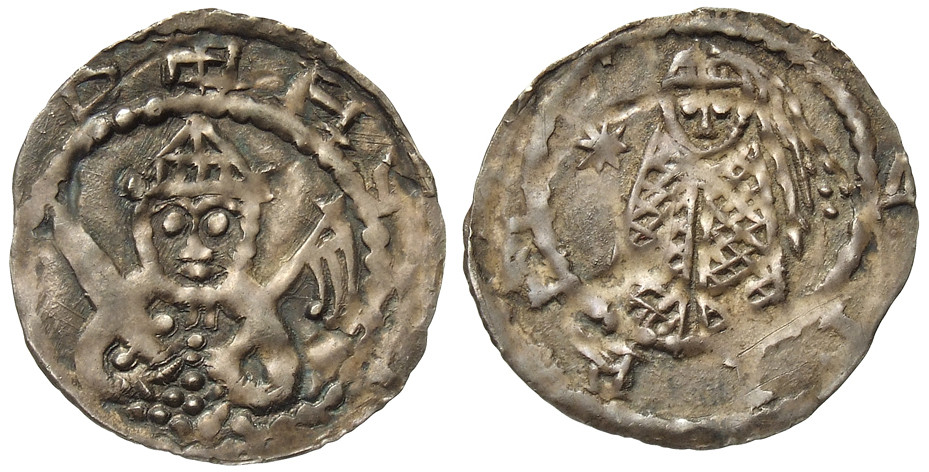
Münze des Königs Pribislaw (Vorderseite) und seiner Frau Petrissa (Rückseite), ein sogenannter „Petrissa-Pfennig“, im Berliner Münzkabinett

Petrissa (gest. nach 1150) war die Ehefrau des slawischen Königs Pribislaw von Brandenburg.

## Leben
Ihre Herkunft ist unbekannt. Der Name war in dieser Zeit in Bayern gebräuchlich und könnte ihr Taufname sein.
Petrissa wurde mehrmals im Tractatus de urbe Brandenburg aus dem 12. Jahrhundert erwähnt. Sie war die Frau (uxor) von König Pribislaw. Petrissa soll ihre Krone auf einem Altar (in Leitzkau oder Brandenburg) als Opfer dargebracht haben, wie auch ihr Mann.
Nach Pribislaws Tod im Jahre 1150 übergab sie gemäß einer angeblichen vorherigen Vereinbarung die Brandenburg an den deutschen Fürsten Albrecht den Bären, nachdem sie den Tod drei Tage lang geheim gehalten hatte. Ihr weiteres Schicksal ist nicht bekannt. Petrissa hatte keine Kinder (1150).
Es sind Pfennige („Denare“) und Brakteaten ihres Mannes erhalten, auf denen sie auf der Rückseite abgebildet war.